# Lompelado
Lompelado es una localidad caboverdiana del municipio de Ribeira Brava.

## Geografía
La localidad está situada en la isla de São Nicolau.

## Organización territorial
La localidad abarca los lugares y barrios de:
- Assomada Gamboesa
- Chã Manclara
- Chã Tadeia
- Cruz de Roque
- Goiabeira
- Ladeira Grande
- Laranjalinho
- Lompelado de Baixo
- Lompelado de Cima
- Penedão
- Piancão
- Pontão